# غران غيريرو
غران غيريرو (بالإسبانية: Taurus)‏ هو مصارع رياضي مكسيكي، ولد في 1993 في جوميز بالاسيو في المكسيك.